# Skalník zpěvný
Skalník zpěvný (Monticola saxatilis) je tažný pták z čeledi lejskovitých. Je dlouhý přibližně 19 cm. Samec má rezavou hruď a modře zbarvenou hlavu, samice jsou nenápadné, hnědě kropenaté se světlejším břichem. Mladí ptáci jsou kropenatí a zbarvením připomínají samičky. Při hledání potravy se skalníci pohybují nápadnými přískoky s úklony, při kterých charakteristicky švihají ocasy.

## Výskyt
Vyskytuje se v otevřené krajině do nadmořské výšky 3 000 m nad mořem. Areál rozšíření zahrnuje Evropu a centrální Asii až po sever Číny, zimuje v Africe jižně od Sahary.
Nepříliš často sídlí v lesnaté krajině.
Do konce 19. století se hojně vyskytoval na českých pahorkatinách. Na jeho vyhynutí má pravděpodobně svou zásluhu tehdy populární chytání těchto ptáků a chov na zpěv. Od druhé poloviny 20. století je v ČR považován za kriticky ohrožený druh, poslední hnízdění bylo prokázáno během 70. let.

## Hnízdění

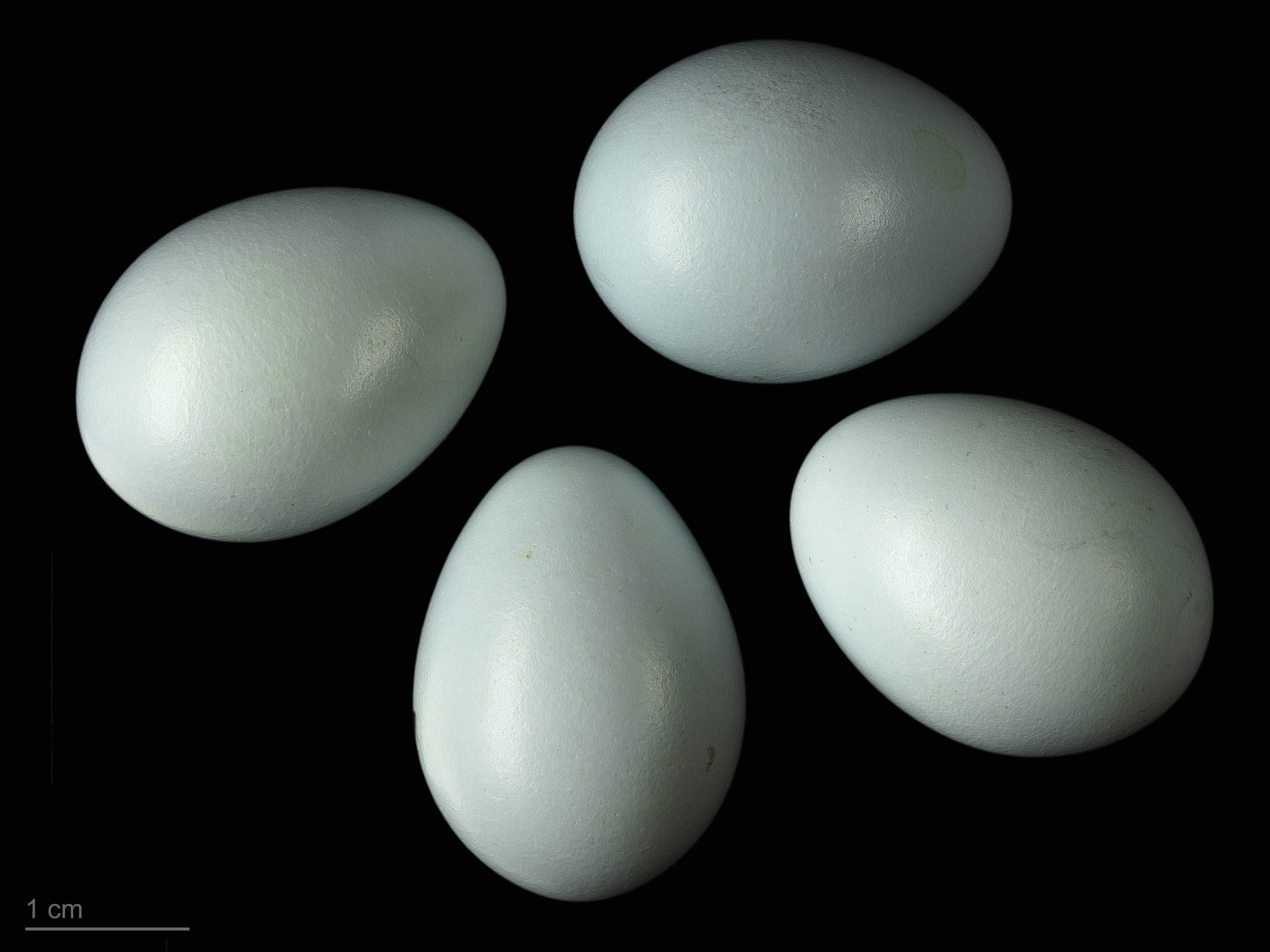
Monticola saxatilis

Nejčastěji hnízdí na skalách nebo mezi velkými kameny, zpravidla ne výš než sedm metrů nad zemí. Hnízdo si staví neupravené a samička do něj snáší 4–6 vajíček. Inkubační doba bývá 14–16 dní a za zhruba stejnou dobu mláďata opouštějí hnízdo.

## Potrava
Především nejrůznější hmyz, ale nepohrdne i různými bobulemi a jinými plody.